# Antonov An-12
Antonov An-12 (NATO oznaka: Cub) je četveromotorni turbo-propelerni zrakoplov. Vojna je inačica Antonova An-10.

## Dizajn i razvoj
Prvi prototip poletio je u ožujku 1957. godine. Do završetka proizvodnje 1973. izrađeno je preko 900 vojnih i civilnih aviona. Inačica An-12BP ušla je u sovjetsku vojnu službu 1959. godine. Konfiguracijski, po veličini i sposobnosti zrakoplov je sličan američkom C-130 Herculesu. Sovjetski vojni zrakoplovi imaju u repnom dijelu topovsku kupolu radi obrane zrakoplova tijekom leta.

### Kineska proizvodnja
U 1960-im, Kina je od Sovjetskog Saveza kupila nekoliko An-12 aviona uz dozvolu za njihovo lokalno sklapanje. Radi zahlađenja odnosa između ove dvije zemlje Sovjetski Savez je povukao tehničku pomoć te je prvi avion sklopljen u Kini svoj probni let imao tek 1974. godine nakon ponovne uspostave odnosa. Istodobno su inženjeri kineskih tvrtki Xi'an Aircraft Company i Xi'an Aircraft Design obučavani za lokalnu izradu An-12. Tako je 1981. u serijsku proizvodnju ušla kineska kopija AN-12 pod nazivom Yun-8 (D-8) koji je postao jedan od najpopularnijih kineskih vojnih i civilnih transportnih aviona. Iako se An-12 više nije proizvodio u Rusiji ili Ukrajini, kineski D-8 i dalje se proizvodio i nadograđivao. Na najnovijem Y-8-F600 zajednički su radili Shaanxi Aircraft Company, Antonov Aeronautical-Tehnical Complex (ASTC) i Pratt & Whitney Canada. Y-8-F600 ima redizajnirani trup, zapadnu avioelektroniku, PW150B turbo-propelerni motor s R-408 propelernim sustavom i "Glass cockpit" pilotskom kabinom.

## Inačice
- An-12b - transportna civilna inačica.
- An-12BP - transportna vojna inačica.
- An-12 Cub-A - inačica za elektronsko izviđanje.
- An-12 Cub-B - inačica za elektronsko izviđanje.
- An-12 Cub-C - inačica za elektronsko ometanje.

## Korisnici
An-12 je trenutno vrlo popularan kao teretni zrakoplov, posebice u ZND, Africi i na Indijskom potkontinentu.

### Civilni korisnici
U kolovozu 2006. ukupno se koristilo 179 An-12 zrakoplova. Veći korisnici su: Air Guinee (4), Alada (5), British Gulf International Airlines (7), Avial Aviation (4), Heli Air Service (4), Scorpion Air (4), Tiramavia (4), Aerovis Airlines (5), Veteran Airlines (4), KNAAPO (5), Vega Airlines (6) ATRAN Cargo Airlines (5) i Volare Airlines (6). Oko 77 ostalih aviotvrtki koristi manji broj aviona.

## Tehničke karakteristike (An-12BP)
Osnovne karakteristike
- posada: 5 - 2 pilota, inženjer leta, navigator, radio operater
- dužina: 33,10 m
- raspon krila: 38,00 m
- površina krila: 121,7 m2
- visina: 10,53 m

Letne karakteristike
- najveća brzina: 777 km/h
- ekonomska brzina: 670 km/h
- dolet: Uz maksimalnu količinu goriva: 5.700 km,
s maksimalnim teretom: 3.600 km
- brzina penjanja: 10 m/s
- najveća visina leta: 10.200 m
- motor: 4 × Progress Al-20L ili Al-20M turbo-prop motora

## Vanjske poveznice
- An-12 - airpics.com